# BM Гончих Псов
BM Гончих Псов (лат. BM Canum Venaticorum), HD 116204 — двойная звезда в созвездии Гончих Псов на расстоянии приблизительно 376 световых лет (около 115 парсек) от Солнца. Визуальная звёздная величина звезды — от +7,41m до +7,17m.
Открыта Дугласом Л. Холлом в 1983 году*.

## Характеристики
Первый компонент — оранжевый гигант, эруптивная переменная звезда типа RS Гончих Псов (RS) спектрального класса G8III, или K0IIIe, или K1III, или K2III, или K2. Масса — около 1,11 солнечной, радиус — около 9,341 солнечного, светимость — около 22,403 солнечной. Эффективная температура — около 4955 K.
Второй компонент. Масса — около 0,3 солнечной. Орбитальный период — около 20,6252 суток.

## Планетная система
В 2019 году учёными, анализирующими данные проектов Hipparcos и Gaia, у звезды обнаружена планета HIP 65187 b.